# Vaso (escultura)
Se llama vaso a una pieza decorativa, un motivo de ornamentación arquitectónica en forma de jarrón o pebetero. Los vasos se esculpen en toda clase de materiales, en todo tipo de tamaños y para los destinos más diversos. 
Es habitual ver vasos decorativos generalmente de piedra en lo alto de las fachadas, en las extremidades de un frontón o en los pedestales de ángulo de las balaustradas que se colocan formando ático. En el Renacimiento en los siglos XVII y XVIII se hizo uso frecuente de los vasos de coronamiento. 
En ciertos monumentos se hallan también vasos de dimensiones colosales sostenidos por grupos de niños que tienen gran efecto decorativo. 

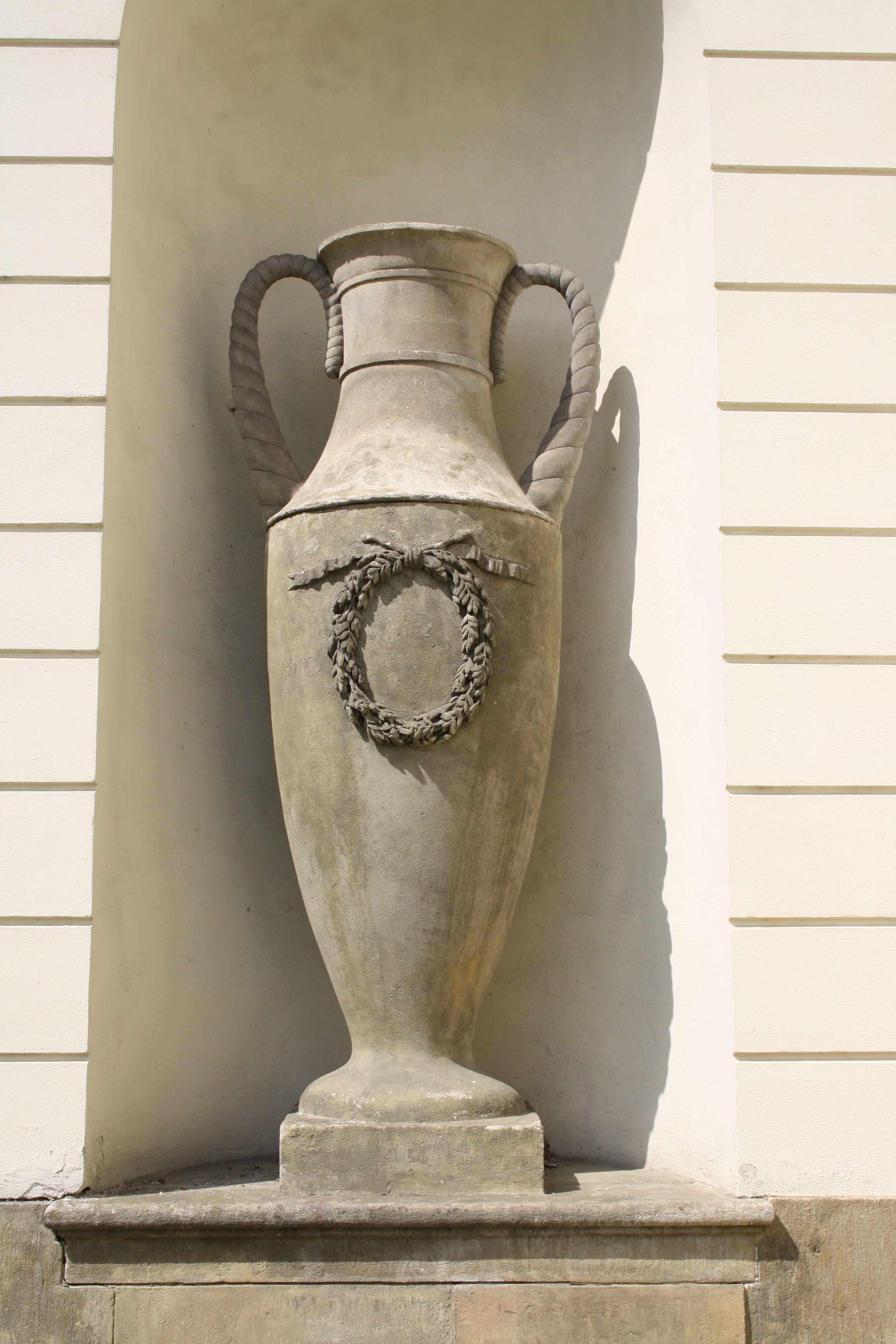
Vaso en una cripta en la República Checa
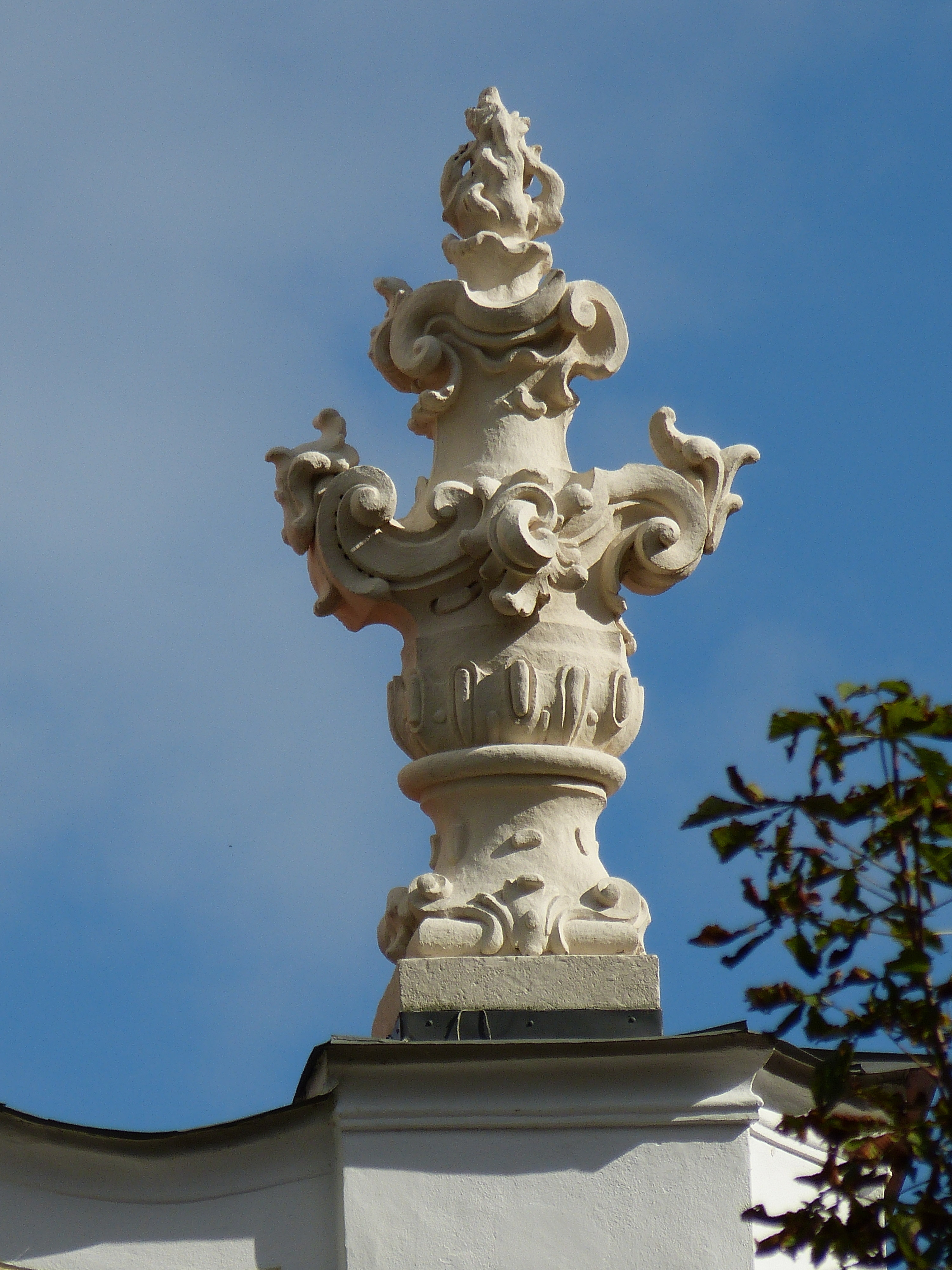
Vaso en la fachada de la iglesia del monasterio de Engelszell (Austria)
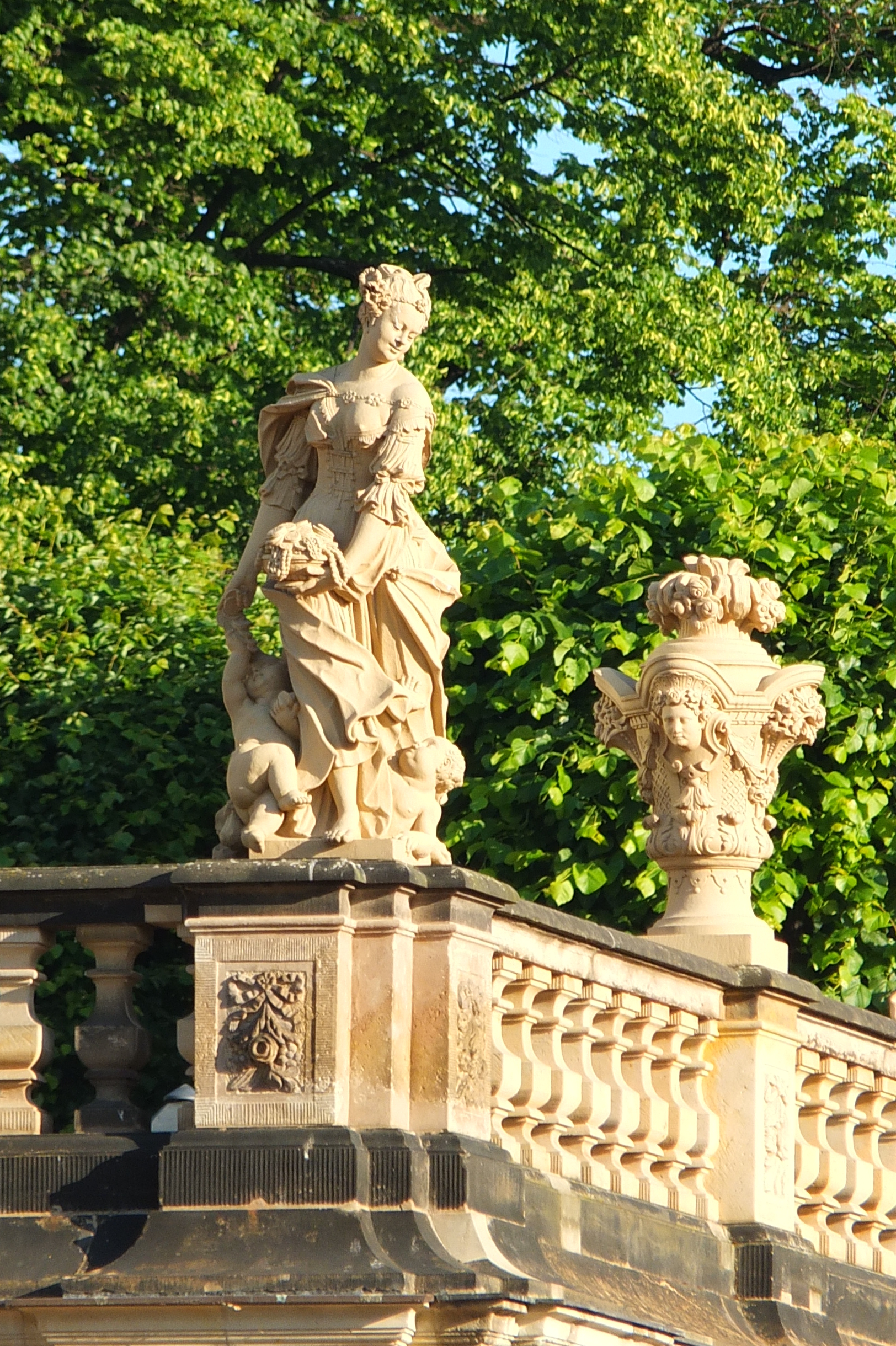
Vaso sobre una balaustrada
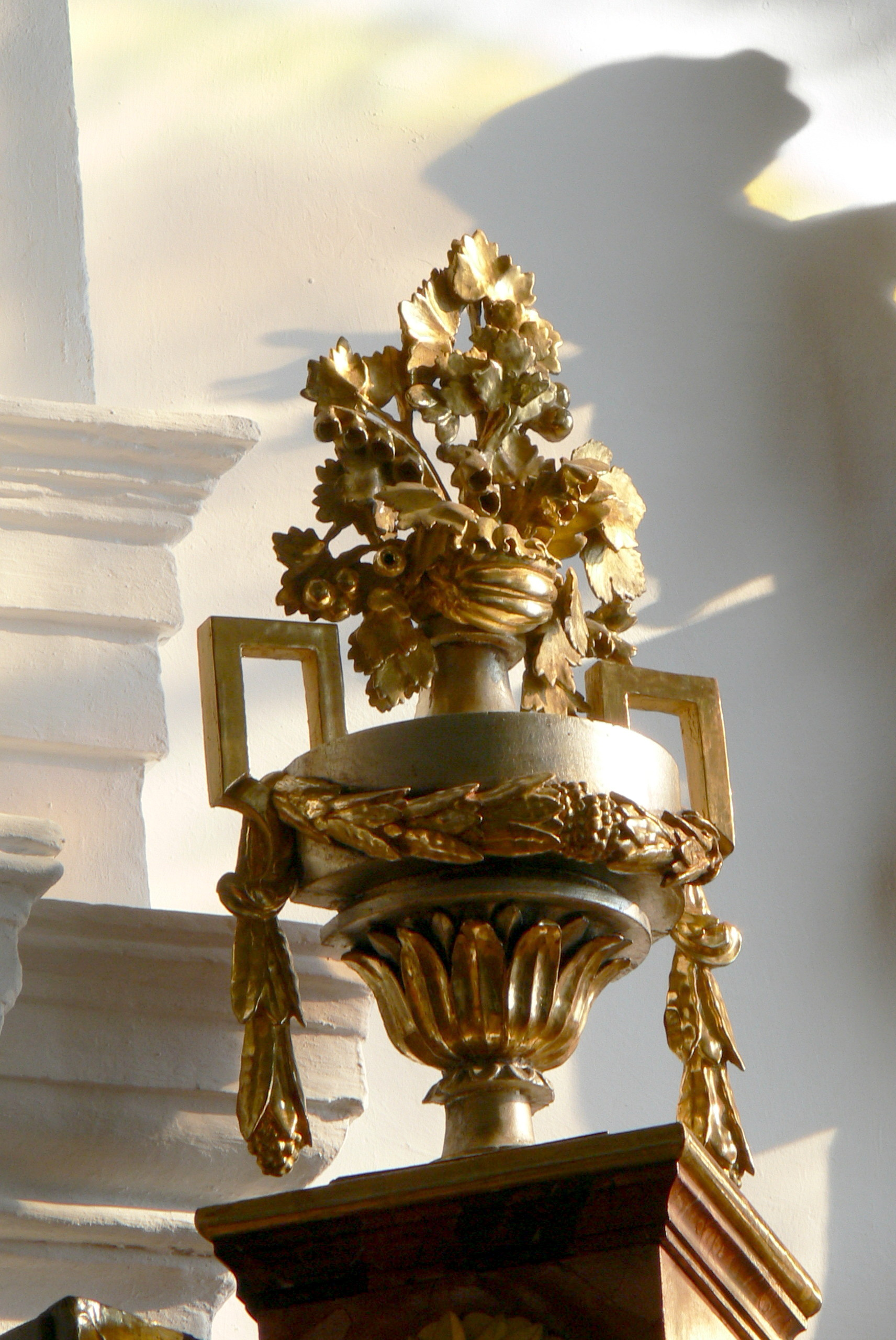
Vaso en el altar del bautismo de la iglesia de S. Giles y S. Leonard en Austria
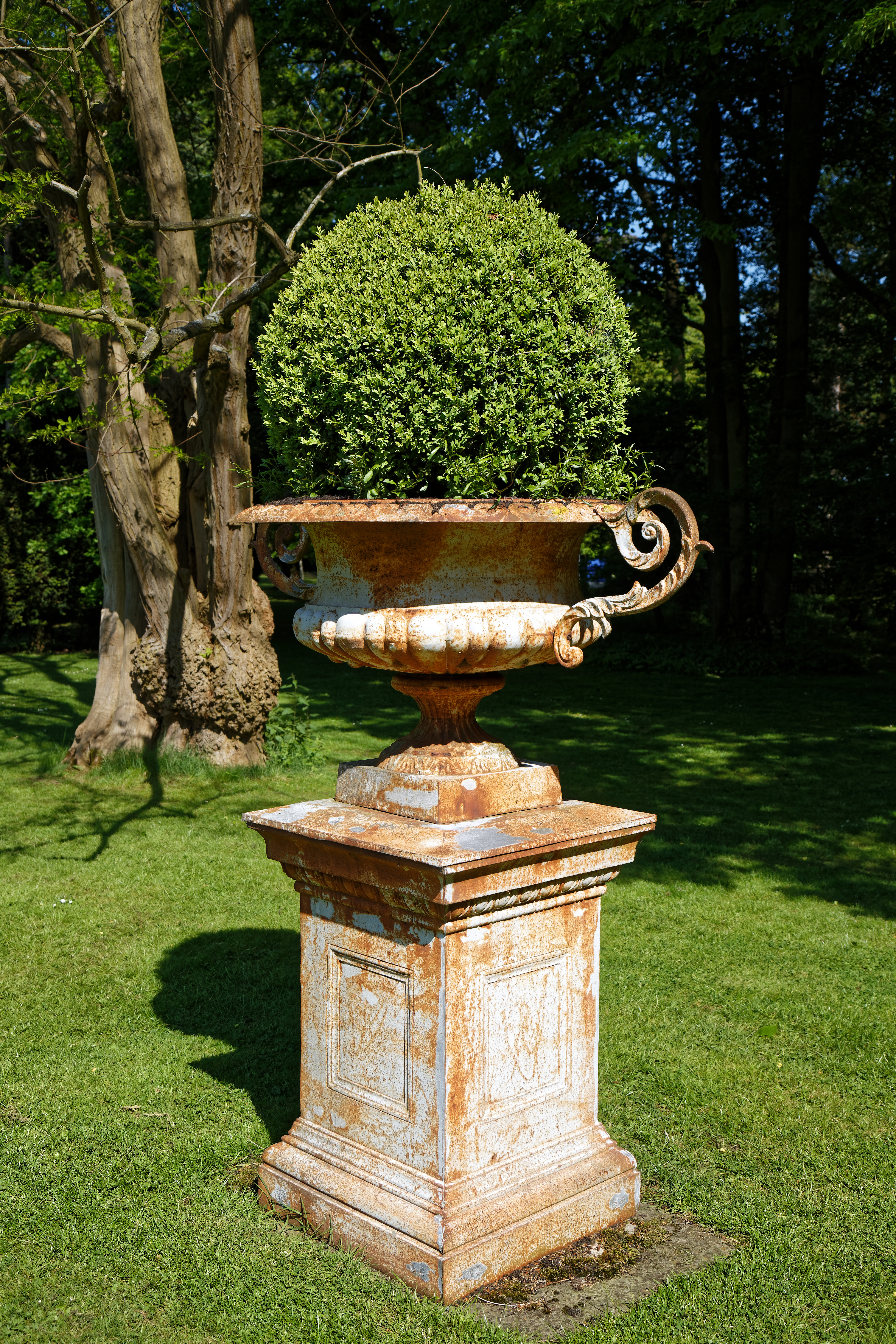
Pebetero de jardín en Essex (Reino Unido)
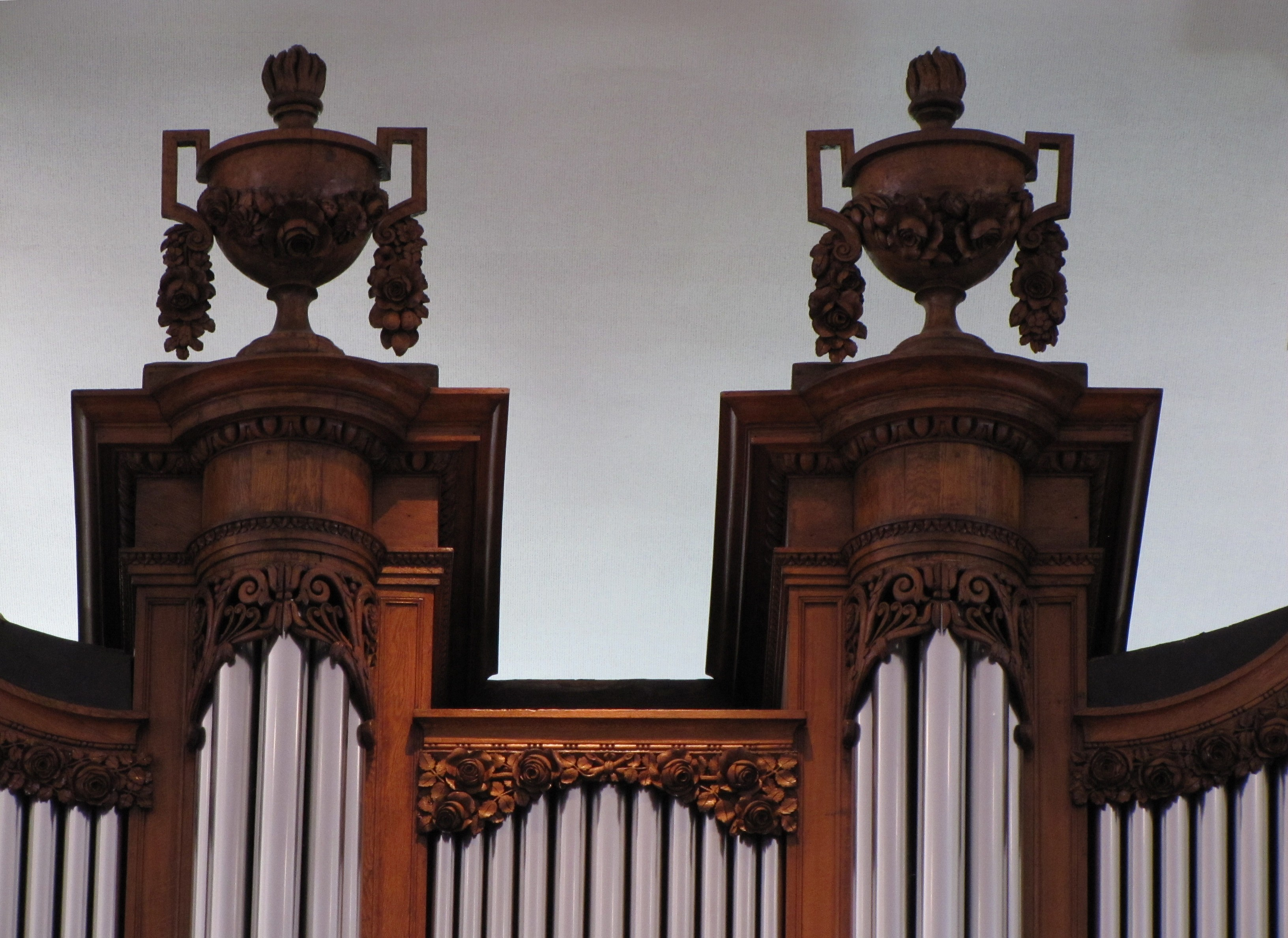
Vasos sobre el órgano de la iglesia de San Sebastián en Soultzmatt (Alemania)